# Stenopogon stackelbergi
Stenopogon stackelbergi är en tvåvingeart som beskrevs av Pavel Lehr 1963. Stenopogon stackelbergi ingår i släktet Stenopogon och familjen rovflugor. Inga underarter finns listade i Catalogue of Life.